# Alessandro Mancini (homme politique)
Pour les articles homonymes, voir Mancini.
Alessandro Mancini, né le 4 octobre 1975 à Saint-Marin, est un homme politique saint-marinais. Il est capitaine-régent, conjointement avec Alessandro Rossi, du 1er avril au 1er octobre 2007 et avec Grazia Zafferani du 1er avril au 1er octobre 2020. Il est membre du Parti des socialistes et des démocrates.

## Biographie
Diplômé en électronique, Mancini est travailleur indépendant. Il est marié et père d'une fille.
En 2005, il entre à la direction du Parti des socialistes et des démocrates, sous l'étiquette duquel il est élu au Grand Conseil général en juin 2006. L'année suivante, il est élu capitaine-régent et occupe cette fonction du 1er avril au 1er octobre 2007 avec Alessandro Rossi. Âgé de 31 ans au moment de prendre ses fonctions, il est alors l'un des plus jeunes chefs d'État au monde.
Le 18 mars 2020, il est élu une deuxième fois capitaine-régent, avec Grazia Zafferani. Ils entrent en fonction le 1er avril suivant pour un semestre.